# أنجيلو بريسيادو
أنجيلو بريسيادو(مواليد 18 فبراير 1998) هو لاعب كرة قدم إكوادوري يلعب في مركز الظهير الأيمن في نادي إنديبندينتي ديل فال.

## روابط خارجية
- أنجيلو بريسيادو على موقع قاعدة بيانات كرة القدم.إي يو (الإنجليزية)
- أنجيلو بريسيادو على موقع ليكيب (الفرنسية)
- أنجيلو بريسيادو على موقع ناشيونال فوتبول تيمز (الإنجليزية)
- أنجيلو بريسيادو على موقع Soccerway.com (الإنجليزية)
- أنجيلو بريسيادو على موقع عالم كرة القدم.نت (الإنجليزية)